# 塔斯卡羅拉 (伊利諾伊州)
塔斯卡羅拉（英語：Tuscarora）是位於美國伊利諾伊州皮奧里亞縣的一個非建制地區。該地的面積和人口皆未知。

## 地理
塔斯卡羅拉的座標為40°36′19″N 89°40′02″W / 40.60528°N 89.66722°W，而該地的平均海拔高度為169米（即554英尺）。